# گریون‌بروخ
شهر گریون‌بروخ در ایالت نوردراین-وستفالن در کشور آلمان واقع شده‌است.